# Крехів (ґміна)
Ґміна Крехів — колишня сільська ґміна Жовківського повіту Львівського воєводства Польської республіки у 1934–1939 роках. Центром ґміни було село Крехів.
Ґміну Крехів було утворено 1 серпня 1934 року у межах адміністративної реформи у II Речі Посполитій із дотогочасних сільських ґмін: Брище, Фійна, Гутисько, Крехів, Кунин, Майдан, Провала, Руда Крехівська, Вілька Кунинська.
Гміна ліквідована 1940 року у зв’язку з утворенням Жовківського району.